# Crkva sv. Šimuna i Jude Tadeja u Cigleni
Crkva sv. Šimuna i Jude Tadeja u Cigleni župna je rimokatolička crkva u selu Cigleni u blizini Bjelovara u Bjelovarsko-bilogorskoj županiji.
Pravilno je orijentirana zidana crkva pravokutnog tlocrta sa zaobljenim svetištem kojemu je s južne strane prigrađena prizemna sakristija. Zvonik, u središnjoj osi pročelja s vitkom lukovicom, dominantan je element seoskog krajolika. Godine 1789. osnovana je župa sa sjedištem u Cigleni, a izgradnja nove crkve započela je 1832. godine.
Crkva je posvećena apostolima svetom Šimun i Judi Tadeju. U crkvi se ističu orgulje iz prve polovice 19. stoljeća te slike sv. Ivana Nepomuka i sv. Franje Saleškog. Crkva je u procesu vanjske i unutrašnje obnove.

## Zaštita
Pod oznakom P-6093 vodi se kao nepokretno kulturno dobro - pojedinačno, pravnog statusa preventivno zaštićena kulturnog dobra, klasificirano kao "sakralna građevina".